# Lista över fornlämningar i Falkenbergs kommun (Asige)
Lista över fornlämningar i Falkenbergs kommun (Asige) är en förteckning av ett urval av de fornlämningar som finns i Asige i Falkenbergs kommun.
| Namn                                 | Lämningstyp                 | Tillkomsttid | Historisk indelning | Plats | Läge                 | ID-nr          | Bild                                      |
| ------------------------------------ | --------------------------- | ------------ | ------------------- | ----- | -------------------- | -------------- | ----------------------------------------- |
| Asige 1:1                            | Hög                         |              | Asige, Halland      |       | 56.875840, 12.741429 | 10143300010001 | Ladda upp en bild av detta fornminne      |
| Asige 2:1                            | Grav markerad av sten/block |              | Asige, Halland      |       | 56.875236, 12.741190 | 10143300020001 | Ladda upp en till bild av detta fornminne |
| Asige 2:2                            | Grav markerad av sten/block |              | Asige, Halland      |       | 56.875146, 12.741163 | 10143300020002 | Ladda upp en bild av detta fornminne      |
| Asige 2:3                            | Grav markerad av sten/block |              | Asige, Halland      |       | 56.875377, 12.740937 | 10143300020003 | Ladda upp en bild av detta fornminne      |
| Asige 2:4                            | Grav markerad av sten/block |              | Asige, Halland      |       | 56.875537, 12.740866 | 10143300020004 | Ladda upp en bild av detta fornminne      |
| Asige 3:1                            | Stensättning                |              | Asige, Halland      |       | 56.875511, 12.740501 | 10143300030001 | Ladda upp en bild av detta fornminne      |
| Asige 3:2                            | Stensättning                |              | Asige, Halland      |       | 56.875604, 12.740491 | 10143300030002 | Ladda upp en bild av detta fornminne      |
| Asige 3:3                            | Stensättning                |              | Asige, Halland      |       | 56.875666, 12.740506 | 10143300030003 | Ladda upp en bild av detta fornminne      |
| Asige 4:1                            | Grav markerad av sten/block |              | Asige, Halland      |       | 56.874627, 12.740212 | 10143300040001 | Ladda upp en bild av detta fornminne      |
| Asige 5:1                            | Grav markerad av sten/block |              | Asige, Halland      |       | 56.874320, 12.740650 | 10143300050001 | Ladda upp en bild av detta fornminne      |
| Asige 7:1                            | Hög                         |              | Asige, Halland      |       | 56.873652, 12.740743 | 10143300070001 | Ladda upp en bild av detta fornminne      |
| Asige 8:1                            | Hög                         |              | Asige, Halland      |       | 56.872578, 12.741584 | 10143300080001 | Ladda upp en bild av detta fornminne      |
| Asige 9:1                            | Hög                         |              | Asige, Halland      |       | 56.871848, 12.742180 | 10143300090001 | Ladda upp en bild av detta fornminne      |
| Asige 10:1                           | Hög                         |              | Asige, Halland      |       | 56.870960, 12.742482 | 10143300100001 | Ladda upp en bild av detta fornminne      |
| Asige 11:1                           | Stensättning                |              | Asige, Halland      |       | 56.865339, 12.744105 | 10143300110001 | Ladda upp en bild av detta fornminne      |
| Asige 11:2                           | Stensättning                |              | Asige, Halland      |       | 56.865026, 12.744262 | 10143300110002 | Ladda upp en bild av detta fornminne      |
| Asige 12:1                           | Hög                         |              | Asige, Halland      |       | 56.864299, 12.743877 | 10143300120001 | Ladda upp en bild av detta fornminne      |
| Asige 13:1                           | Hög                         |              | Asige, Halland      |       | 56.858687, 12.742790 | 10143300130001 | Ladda upp en bild av detta fornminne      |
| Asige 14:1                           | Stensättning                |              | Asige, Halland      |       | 56.883225, 12.747166 | 10143300140001 | Ladda upp en bild av detta fornminne      |
| Asige 14:2                           | Stensättning                |              | Asige, Halland      |       | 56.883253, 12.746574 | 10143300140002 | Ladda upp en bild av detta fornminne      |
| Asige 14:3                           | Stensättning                |              | Asige, Halland      |       | 56.883184, 12.746316 | 10143300140003 | Ladda upp en bild av detta fornminne      |
| Asige 14:4                           | Hög                         |              | Asige, Halland      |       | 56.882928, 12.745695 | 10143300140004 | Ladda upp en bild av detta fornminne      |
| Asige 14:5                           | Stensättning                |              | Asige, Halland      |       | 56.883589, 12.745913 | 10143300140005 | Ladda upp en bild av detta fornminne      |
| Asige 14:6                           | Hög                         |              | Asige, Halland      |       | 56.883348, 12.745085 | 10143300140006 | Ladda upp en bild av detta fornminne      |
| Asige 16:1                           | Gravfält                    |              | Asige, Halland      |       | 56.882621, 12.751394 | 10143300160001 | Ladda upp en bild av detta fornminne      |
| Hagbards stenar (galge) (Asige 17:1) | Stensättning                |              | Asige, Halland      |       | 56.883626, 12.737595 | 10143300170001 | Ladda upp en till bild av detta fornminne |
| Hagbards stenar (galge) (Asige 17:2) | Hällristning                |              | Asige, Halland      |       | 56.883634, 12.737600 | 10143300170002 | Ladda upp en bild av detta fornminne      |
| Hagbards stenar (galge) (Asige 17:3) | Hällristning                |              | Asige, Halland      |       | 56.883642, 12.737584 | 10143300170003 | Ladda upp en bild av detta fornminne      |
| Hagbards stenar (galge) (Asige 17:4) | Hällristning                |              | Asige, Halland      |       | 56.883650, 12.737583 | 10143300170004 | Ladda upp en bild av detta fornminne      |
| Hagbards stenar (galge) (Asige 17:5) | Stensättning                |              | Asige, Halland      |       | 56.883447, 12.738232 | 10143300170005 | Ladda upp en till bild av detta fornminne |
| Hagbards stenar (galge) (Asige 17:6) | Hällristning                |              | Asige, Halland      |       | 56.883465, 12.738223 | 10143300170006 | Ladda upp en till bild av detta fornminne |
| Hagbards stenar (galge) (Asige 17:7) | Hällristning                |              | Asige, Halland      |       | 56.883465, 12.738215 | 10143300170007 | Ladda upp en bild av detta fornminne      |
| Asige 18:1                           | Hög                         |              | Asige, Halland      |       | 56.886155, 12.742758 | 10143300180001 | Ladda upp en bild av detta fornminne      |
| Asige 19:1                           | Stenkammargrav              |              | Asige, Halland      |       | 56.865007, 12.760602 | 10143300190001 | Ladda upp en till bild av detta fornminne |
| Asige 20:1                           | Gravfält                    |              | Asige, Halland      |       | 56.865002, 12.762992 | 10143300200001 | Ladda upp en bild av detta fornminne      |
| Asige 21:1                           | Stensättning                |              | Asige, Halland      |       | 56.863787, 12.763610 | 10143300210001 | Ladda upp en bild av detta fornminne      |
| Kungsrör (Asige 22:1)                | Röse                        |              | Asige, Halland      |       | 56.863338, 12.840821 | 10143300220001 | Ladda upp en till bild av detta fornminne |
| Kungsrör (Asige 22:2)                | Stensättning                |              | Asige, Halland      |       | 56.863570, 12.841285 | 10143300220002 | Ladda upp en till bild av detta fornminne |
| Kungsrör (Asige 22:3)                | Stenkrets                   |              | Asige, Halland      |       | 56.863438, 12.841020 | 10143300220003 | Ladda upp en till bild av detta fornminne |
| Asige 23:1                           | Stensättning                |              | Asige, Halland      |       | 56.876345, 12.781885 | 10143300230001 | Ladda upp en bild av detta fornminne      |
| Asige 24:1                           | Hög                         |              | Asige, Halland      |       | 56.868991, 12.793786 | 10143300240001 | Ladda upp en bild av detta fornminne      |
| Asige 25:1                           | Hög                         |              | Asige, Halland      |       | 56.869755, 12.791805 | 10143300250001 | Ladda upp en bild av detta fornminne      |
| Asige 26:1                           | Röse                        |              | Asige, Halland      |       | 56.864651, 12.784805 | 10143300260001 | Ladda upp en bild av detta fornminne      |
| Asige 27:1                           | Stensättning                |              | Asige, Halland      |       | 56.867022, 12.784157 | 10143300270001 | Ladda upp en bild av detta fornminne      |
| Asige 27:2                           | Stensättning                |              | Asige, Halland      |       | 56.867133, 12.784316 | 10143300270002 | Ladda upp en bild av detta fornminne      |
| Asige 27:3                           | Stensättning                |              | Asige, Halland      |       | 56.866885, 12.784089 | 10143300270003 | Ladda upp en bild av detta fornminne      |
| Asige 28:1                           | Hög                         |              | Asige, Halland      |       | 56.860554, 12.773711 | 10143300280001 | Ladda upp en bild av detta fornminne      |
| Asige 29:1                           | Gravfält                    |              | Asige, Halland      |       | 56.874210, 12.762817 | 10143300290001 | Ladda upp en bild av detta fornminne      |
| Asige 30:1                           | Stensättning                |              | Asige, Halland      |       | 56.872644, 12.769330 | 10143300300001 | Ladda upp en bild av detta fornminne      |
| Asige 30:2                           | Stensättning                |              | Asige, Halland      |       | 56.872697, 12.769533 | 10143300300002 | Ladda upp en bild av detta fornminne      |
| Asige 31:1                           | Grav markerad av sten/block |              | Asige, Halland      |       | 56.880192, 12.762364 | 10143300310001 | Ladda upp en till bild av detta fornminne |
| Asige 32:1                           | Stenkrets                   |              | Asige, Halland      |       | 56.881179, 12.760639 | 10143300320001 | Ladda upp en till bild av detta fornminne |
| Asige 34:1                           | Hög                         |              | Asige, Halland      |       | 56.873817, 12.717521 | 10143300340001 | Ladda upp en bild av detta fornminne      |
| Asige 35:1                           | Hög                         |              | Asige, Halland      |       | 56.874298, 12.717815 | 10143300350001 | Ladda upp en bild av detta fornminne      |
| Asige 36:1                           | Hög                         |              | Asige, Halland      |       | 56.851791, 12.731846 | 10143300360001 | Ladda upp en bild av detta fornminne      |
| Asige 36:2                           | Hög                         |              | Asige, Halland      |       | 56.851792, 12.732128 | 10143300360002 | Ladda upp en bild av detta fornminne      |
| Asige 37:1                           | Hög                         |              | Asige, Halland      |       | 56.847270, 12.741190 | 10143300370001 | Ladda upp en bild av detta fornminne      |
| Asige 38:1                           | Hög                         |              | Asige, Halland      |       | 56.874305, 12.718835 | 10143300380001 | Ladda upp en bild av detta fornminne      |
| Asige 40:1                           | Hög                         |              | Asige, Halland      |       | 56.869509, 12.740927 | 10143300400001 | Ladda upp en bild av detta fornminne      |
| Asige 41:1                           | Hög                         |              | Asige, Halland      |       | 56.855408, 12.741521 | 10143300410001 | Ladda upp en bild av detta fornminne      |
| Asige 41:2                           | Stensättning                |              | Asige, Halland      |       | 56.855515, 12.741406 | 10143300410002 | Ladda upp en bild av detta fornminne      |
| Asige 41:3                           | Hög                         |              | Asige, Halland      |       | 56.855632, 12.741312 | 10143300410003 | Ladda upp en bild av detta fornminne      |
| Asige 42:1                           | Grav markerad av sten/block |              | Asige, Halland      |       | 56.879912, 12.757252 | 10143300420001 | Ladda upp en till bild av detta fornminne |
| Asige 43:1                           | Hög                         |              | Asige, Halland      |       | 56.866347, 12.708896 | 10143300430001 | Ladda upp en bild av detta fornminne      |
| Asige 54:1                           | Hög                         |              | Asige, Halland      |       | 56.883455, 12.771491 | 10143300540001 | Ladda upp en bild av detta fornminne      |
| Asige 68:1                           | Stensättning                |              | Asige, Halland      |       | 56.870922, 12.765977 | 10143300680001 | Ladda upp en bild av detta fornminne      |
| Asige 68:2                           | Stensättning                |              | Asige, Halland      |       | 56.870790, 12.765037 | 10143300680002 | Ladda upp en till bild av detta fornminne |
| Asige 72:1                           | Gravfält                    |              | Asige, Halland      |       | 56.865548, 12.763920 | 10143300720001 | Ladda upp en bild av detta fornminne      |
| Asige 76:1                           | Stensättning                |              | Asige, Halland      |       | 56.888820, 12.736235 | 10143300760001 | Ladda upp en bild av detta fornminne      |
| Asige 76:2                           | Stensättning                |              | Asige, Halland      |       | 56.889042, 12.735909 | 10143300760002 | Ladda upp en bild av detta fornminne      |
| Kungsbjär (Asige 77:1)               | Fornborg                    |              | Asige, Halland      |       | 56.883298, 12.719753 | 10143300770001 | Ladda upp en bild av detta fornminne      |
| Asige 92:1                           | Stensättning                |              | Asige, Halland      |       | 56.851481, 12.734583 | 10143300920001 | Ladda upp en bild av detta fornminne      |
| Asige 93:1                           | Stensättning                |              | Asige, Halland      |       | 56.867580, 12.710100 | 10143300930001 | Ladda upp en bild av detta fornminne      |
| Asige 94:1                           | Hög                         |              | Asige, Halland      |       | 56.869064, 12.713436 | 10143300940001 | Ladda upp en bild av detta fornminne      |
| Asige 95:1                           | Hög                         |              | Asige, Halland      |       | 56.869770, 12.714941 | 10143300950001 | Ladda upp en bild av detta fornminne      |
| Asige 95:2                           | Stensättning                |              | Asige, Halland      |       | 56.869649, 12.715252 | 10143300950002 | Ladda upp en bild av detta fornminne      |
| Asige 97:1                           | Stensättning                |              | Asige, Halland      |       | 56.871252, 12.790997 | 10143300970001 | Ladda upp en bild av detta fornminne      |
| Asige 101:1                          | Hög                         |              | Asige, Halland      |       | 56.885550, 12.743137 | 10143301010001 | Ladda upp en bild av detta fornminne      |
| Asige 102:1                          | Hög                         |              | Asige, Halland      |       | 56.882713, 12.743808 | 10143301020001 | Ladda upp en bild av detta fornminne      |
| Asige 106:1                          | Gravfält                    |              | Asige, Halland      |       | 56.873597, 12.721078 | 10143301060001 | Ladda upp en bild av detta fornminne      |
| Asige 147:1                          | Grav markerad av sten/block |              | Asige, Halland      |       | 56.860829, 12.726572 | 10143301470001 | Ladda upp en bild av detta fornminne      |
| Asige 148:1                          | Stensättning                |              | Asige, Halland      |       | 56.869952, 12.730538 | 10143301480001 | Ladda upp en bild av detta fornminne      |
| Asige 149                            | Stensättning                |              | Asige, Halland      |       | 56.860147, 12.757342 | 12000000004873 | Ladda upp en bild av detta fornminne      |
| Asige 150                            | Stensättning                |              | Asige, Halland      |       | 56.860149, 12.757648 | 12000000004874 | Ladda upp en bild av detta fornminne      |
| Asige 151                            | Röse                        |              | Asige, Halland      |       | 56.882147, 12.863660 | 12000000083416 | Ladda upp en bild av detta fornminne      |
| Slöinge 15:3                         | Grav markerad av sten/block |              | Asige, Halland      |       | 56.851679, 12.730852 | 10149300150003 | Ladda upp en bild av detta fornminne      |